# خولپن
خولپن (به هلندی: Gulpen) یک منطقهٔ مسکونی در هلند است که در Gulpen-Wittem واقع شده‌است. خولپن ۳٬۶۶۰ نفر جمعیت دارد.